# Дуналиелла солоноводная
Дуналие́лла солоново́дная (лат. Dunaliella salina) — вид одноклеточных зелёных водорослей, обитающих преимущественно в солёных морях. Известны своими антиоксидантными свойствами, благодаря способности к выработке каротина в больших количествах, который широко используется в производстве косметики и БАД. Один из немногих организмов, способных выживать в таких засолённых условиях, как высыхающие солёные пруды. Выживать в таких условиях им позволяет высокая концентрация β-каротина, защищающая водоросли от интенсивного светового излучения и высокая концентрация глицерола, защищающая от осмотического давления. Эти качества позволят выращивать водоросли в коммерческих целях.
Впервые культивирование дуналиеллы для получения β-каротина было налажено в СССР в 1966 году. Коммерческое культивирование дуналиеллы для производства β-каротина во всем мире — несомненный успех галофитной биотехнологии. При этом используются различные технологии — от примитивного экстенсивного выращивания водорослей в лагунах до интенсивного разведения культур высокой плотности в тщательно контролируемых условиях. Несмотря на то, что Dunaliella salina вырабатывает большое количество β-каротина в сильнозасолённой среде, за окраску солёных озёр в розовый и красный цвет ответственны археи, такие, например, как Halobacterium, а не Dunaliella. Лишь иногда колонии Dunaliella могут добавлять оранжевые пятна.
Также делались попытки использовать высокие концентрация глицерина, накапливаемого Dunaliella, в качестве основы для коммерческого производства этого соединения. Несмотря на то, что получение глицерина из этих водорослей оказалось технически возможным, такое производство оказалось экономически невыгодным. На июль 2005 года не было ни одного биотехнологического предприятия, использовавшего водоросли для получения глицерина.
В некоторых водоёмах, например, таких как озёра Кобейтуз, Хиллиер и Ретба, повышенная концентрация этой водоросли является причиной необычного оттенка воды в них.

## Жизненный цикл
Размножается водоросль половым путем без участия гамет (хологамия)  - сами клетки функционируют как гаметы, сливаясь между собой 